# トラーヴェス
トラーヴェス（伊: Traves）は、イタリア共和国ピエモンテ州トリノ県にある、人口約500人の基礎自治体（コムーネ）。

## 地理

### 位置・広がり

#### 隣接コムーネ
隣接するコムーネは以下の通り。
- ジェルマニャーノ
- メッツェニーレ
- ペッシネット
- ヴィウ

## 行政

### 分離集落
トラーヴェスには、以下の分離集落（フラツィオーネ）がある。
- Andrè, Bertolè, Biò, Campetto, Fontana, Grangia, Luisetti, Lusiana, Malerba, Perini, Pignastello, Rosello, Tese, Tiglierai, Villa